# Kanaganahalli, Pandavapura
Kanaganahalli là một làng thuộc tehsil Pandavapura, huyện Mandya, bang Karnataka, Ấn Độ.